# The Maiden Tribute of Modern Babylon

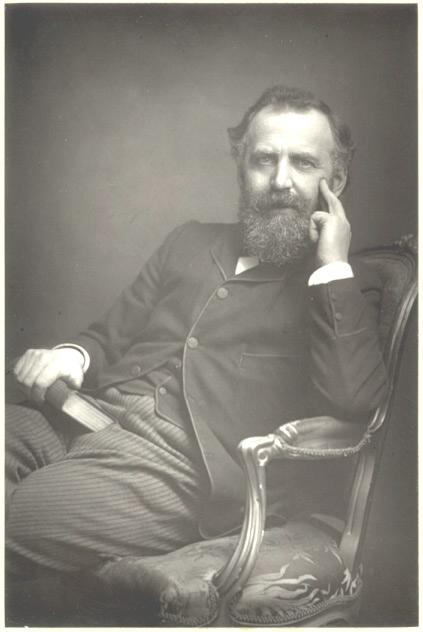
W. T. Stead en 1881

The Maiden Tribute of Modern Babylon (en français Pucelles à vendre, littéralement Le Sacrifice des vierges dans la moderne Babylone) est une série de quatre articles publiés en 1885 dans le Pall Mall Gazette par le journaliste britannique William Thomas Stead, et visant à lutter contre la prostitution enfantine, à la demande de réformateurs sociaux comme Josephine Butler.
Aidé de Bramwell Booth, général de l'Armée du Salut, et de Rebecca Jarret, ex-prostituée, Stead décrit les filières qui permettent d’obtenir des fillettes vierges auprès de tenancières de maisons closes ou de maquerelles indépendantes. Une visite et un certificat médical officiel garantissent la qualité du produit,. 
Ce reportage eut un retentissement international. Auguste de Villiers de L'Isle-Adam publia dans le quotidien Le Succès une nouvelle, dédiée à Joris-Karl Huysmans. La loi anglaise, par le Criminal Law Amendment Act (1885), porta la majorité sexuelle des jeunes filles à 16 ans. L'auteur, Stead, fut néanmoins condamné à trois mois de prison à la prison de Holloway pour de prétendues diffamations,.
George Bernard Shaw s'inspira de l'affaire pour écrire L'Étrange Cas du docteur Jekyll et de M. Hyde.